# Cornelis Adriaan Bergsma

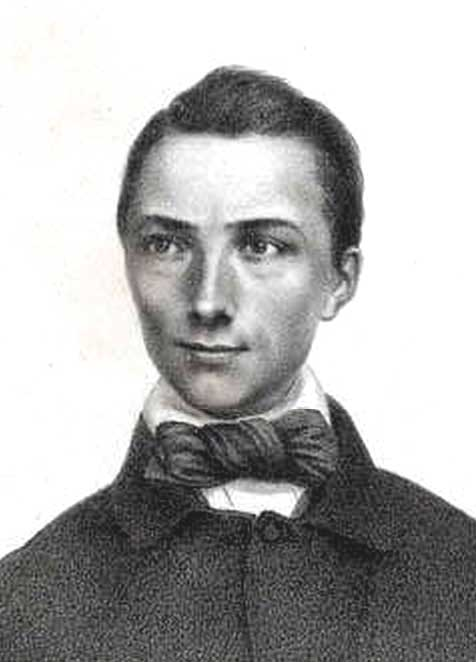
Cornelis Adriaan Bergsma

Cornelis Adriaan Bergsma auch: Cornelis Adrianus Bergsma (* 12. Mai 1798 in Leeuwarden; † 22. Juni 1859 in Utrecht) war ein niederländischer Chemiker, Botaniker und Agrarwissenschaftler.

## Leben
Cornelis Adrianus war der Sohn des Gerichtsschreibers am Hof von Friesland Willem Bernardus Bergsma (* 26. Februar 1760 in Dokkum; † 26. Oktober 1820 in Oudeschoot) und dessen zweiter Frau Sjoukje Scheltema (* 11. August 1757 in Franeker; † 26. April 1813 in Leeuwarden). Seit dem 17. Mai 1817 besuchte er das Athenaeum in Franeker und bezog am 17. September 1821 für ein Studium der Naturwissenschaften die Universität Utrecht. Dieses Studium setzte er am 2. Juni 1819 an der Universität Leiden fort und erwarb sich in Utrecht am 17. Mai 1825 unter Jan Isaac Wolterbeek mit der Arbeit de Thea den akademischen Grad eines Doktors der Medizin. Nach einer kurzen Tätigkeit als Arzt in Hoorn, erhielt er am 1. Mai 1826 einen Ruf als außerordentlicher Professor der Chemie und Industrie an die Universität Gent. Diese Aufgabe übernahm er am 18. Juli 1826 mit der Einführungsrede over de invloed der vorderingen van de scheikunde op de Fabrijken.
1827 erhielt er in Gent die Ehrendoktorwürde der philosophischen Naturkunde, sah sich aber durch die Ereignisse der Belgischen Revolution 1830 genötigt, im gleichen Jahr seine Aufgaben in Gent zu beenden. Er kehrte in die Niederlande zurück, wo er am 6. März 1831 zum adjunktierten Professor der Botanik und Landwirtschaft an die Utrechter Hochschule berufen wurde, welches Amt er am 25. März 1831 übernahm. Am 4. Oktober 1835 wurde er zum ordentlichen Professor für Botanik und Landwirtschaft ernannt, welche Aufgabe er am 16. Oktober 1835 übernahm. 1834 hatte die Batavische Gesellschaft für experimentelle Philosophie in Rotterdam als Mitglied aufgenommen und er gründete 1841 die Gesellschaft für Landbau und Kräuterkunde in Utrecht. Zudem beteiligte er sich auch an den organisatorischen Aufgaben der Utrechter Hochschule und war 1843/44 Rektor der Alma Mater. 1851 wurde er Kommandeur des Ordens von der Eichenkrone.

## Familie
Bergsma verheiratete sich am 25. April 1828 in Utrecht mit Johanna Theodora van Schermbeek (* 2. Oktober 1803 in Utrecht; † 2. Mai 1876 ebenda), die Tochter des Notars Pieter Adriaan van Schermbeek (* 22. Januar 1778 in Utrecht; † 24. August 1833 ebenda) und der Johanna Justina Ross (* 25. März 1775 in Waalre; † 24. September 1851 in Utrecht). Aus der Ehe stammen neun Kinder, sechs Söhne und drei Töchter. Von den Kindern kennt man:
- Wilhelmina Bernardina Bergsma (* 18. Januar 1829 in Gent; † 1. April 1880 in Arnhem)
- Pieter Adriaan Bergsma (* 23. April 1830 in Gent; † 1. Mai 1882 auf einem Schiff im Roten Meer)
- Eiso Bergsma (* 5. Oktober 1831 in Utrecht; † 22. Dezember 1892 in Kralingen) wurde Richter, verh. am 3. Mai 1866 in Utrecht mit Johanna Wilhelmina van Mansvelt (* 2. Januar 1839 in Utrecht; † 8. Mai 1890 in Kralingen)
- Arnold Jacob Bergsma (* 3. Juni 1833 in Utrecht; 28. April 1893 in Johannesburg) verh. am 1. Dezember 1863 in Semarang mit Maria Louise Andreas (* 27. Dezember 1838 in Semarang; † 16. November 1908 in Den Haag)
- Johannes Justinus Bergsma (* 3. Juni 1833 in Utrecht; † 5. September 1909 in Den Haag) verh. 31. August 1871 in Ubbergen mit Sara Gerarda Ripping (* 21. September 1843 in Rotterdam; † 15. Februar 1915 in Den Haag)
- Theodorus Paulus Bergsma (* 27. Juli 1835 in Utrecht; † 1. Juni 1897 in Winterswijk) Pfarrer, verh. 28. Mai 1869 in Rotterdam mit Anna Elisabeth Ripping (* 5. Dezember 1841 in Rotterdam; † 10. Mai 1873 in Winterswijk)
- Maria Anna Bergsma (* 30. März 1837 in Utrecht; † 24. Juni 1919 in Montreux) verh. am 15. Mai 1863 in Utrecht mit Joannes Franciscus Benjamin Baert (* 21. Oktober 1833 in Harmelen; † 22. Mai 1909 in Utrecht)
- Jacob Hendrik Bergsma (* 7. September 1838 in Utrecht; † 5. Februar 1915 in Den Haag) wurde Kolonialminister, verh. am 3. März 1864 in Batavia mit Arendina Wichers (* 10. September 1837 in Winschoten; † 23. Januar 1917 in Den Haag)
- Johanna Theodora Sjoukje Bergsma (* 7. März 1840 in Utrecht; † 8. Juni 1895 in Winterswijk)

## Werke
- Over de samenstelling van turf, de verandering zijner bestanddeelen bij de verbranding en het gebruik der asch in fabrieken en in den landbouw. Groningen 1819.
- Responsio ad quaestionem: „Quae sint cespitum nostrorum bituminoforum (turfarum) principia, quam mutationem illa sub combustione partiantur qui sint cinerum et fuliginis usus in artibus et agricultura?“ Groningen 1821.
- Een Schei- en landhuishoudkúndig onderzoek van de koemelk. Utrecht 1822.
- Responsio de incrustationibus indigenis Rakaniensi. Leiden 1823.
- Iets overt de omkorstingen van Rockanje. In: Konst en Letterbode. 1824, S. 162–166.
- Catalogus auctorum qui de thea scripserunt. Utrecht 1825 (books.google.de).
- Redevoering over de invloed der vorderingen van de scheikunde op de Fabrijken. Gent 1828.
- Iets over de Nederduitsche benamingen der scheikunde. Amsterdam 1828 (books.google.de).
- Aanmoediging en handleiding tot het aankweeken der witte moerbezieboom. Utrecht 1832, (books.google.de).
- Verhandeling over het nut van de gelei uit beenderen, als voedsel voor den mensch. 1833.
- Beschrijving van de verbeterde inrichting tot spijsbereiding voor minvermogenden. 1842.
- Observations thermo-electriques sur l'élévation de temperature des fleurs de Colocasia odorata.
- Handleiding tot de vervaardiging van Dornsche leemdaken. Utrecht 1840, (books.google.de).
- Eenige aanmerkingen betrekkelijk het werk van Justus Liebig, getiteld: Die organische Chemie. 1841.
- Handboek der vaderl. Landhuishoudkunde. Utrecht 1845, 2. Bände.
- De aardappel-epidemie in Nederland. Utrecht 1845.
- Over den Turnipsbouw. 1845.
- De Vlaamsche landbouw, volgens van Aelbroeck en van Lichtervelde. Utrecht 1845, (books.google.de)
- Beschrijving van de inrigting en de wijze van soepbereiding ten behoeve der Minvermogenden te Utrecht. Utrecht 1847 (books.google.de).
- Iets over het draineren. Tiel 1851.